# Jean (fils de Sisiniolos)
Pour les articles homonymes, voir Jean.
Ne doit pas être confondu avec Jean (neveu de Vitalien).
Jean est un officier militaire byzantin du vie siècle, actif en Afrique sous le règne de l'empereur Justinien (527-565).

## Biographie
Jean est l'un des archontes envoyés en 539 avec Solomon dans la préfecture du prétoire d'Afrique récemment établie. Selon le poète byzantin Corippe, il aurait occupé le poste de duc, sous l'autorité du maître titulaire des soldats et au-dessus des tribuns ; il était maître des soldats ou homme spectaculaire, peut-être avec le titre de comte des affaires militaires. Sa mention suivante se produit après 544, après la défaite et mort de Solomon face au chef berbère Antalas à la bataille de Cillium. Il est placé sous le commandement de Serge, que les autres officiers et lui-même avaient jugé grossier et ingrat. Un tel sentiment les a conduits à ne pas exécuter leurs ordres et, par conséquent, aucune mesure n'a été prise contre les pillards berbères d'Antalas, ni contre les forces du rebelle byzantins Stotzas.
Jean se rend aux appels à l'aide des habitants de la province et mène des troupes contre Antalas et Stotzas, espérant rencontrer les forces du duc de Byzacène, Himérios ; cependant, ce dernier était tombé entre les mains des rebelles. Après l'arrivée d'Aréobindus, probablement au printemps 545, Jean était sous l'autorité conjointe d'Aréobindus et de Serge. La même année, Aréobindus lui ordonne d'affronter Antalas et Stotzas qui étaient stationnés près de Sicca Veneria (près de la frontière avec la Numidie). Ses forces étaient numériquement inférieures à celles de ses ennemis après que Serge eut refusé d'envoyer des renforts. Les Byzantins sont vaincus et Jean est tué à la bataille de Thacia, mais pas avant d'avoir porté un coup fatal à Stotzas.